# 利丰港培华独立中学
利豐港培華獨立中學（英語: Pei Hwa High School; 馬來文: Sekolah Menengah Persendirian Cina Pei Hwa; 簡寫：培華獨中 / PHHS）是馬來西亞一所由華社出資創辦的华文独立中学，位於柔佛州东甲县利豐港，于1929年建校，为全马历史最悠久的独立华文中学之一。
該校的主要媒介語為华語，但堅持三語並重政策，即華語、英語及馬來語。而該校的學制為六年，即高中三年，初中三年。為維持學生學術水準，實行留級制。學生成績不達標準，一概不准升班。獨中生在初中三和高三畢業前，必須參加由馬來西亞華文獨中工委會考試局所舉辦的華文獨立中學統一考試（Unified Examination Certificate，簡稱UEC或統考）。

## 发展校史

### 培華學校（1929-1956年）
培华独立中学的前身为1929年于當地三角埠之裕源火較廠创办的培华学校，讓華裔有機會接受從小學到中學的完整華文教育。办校资金由蔡敬三、鄭慶謀、李輝木、張育才、劉廣文、蔡奇正、陳樹、李國柱等地方上的熱心人士捐助。首任校長為何益謙先生，首届學生13名。 学校後來遷到當地的廣東會所（Kwang Tung Association）。 1936年由於校舍不足曾商借華人樹膠公會（Chinese rubber trade Association）作為第二校舍。隨後泰昌公司捐獻一片土地，董事部再購買毗鄰地段為校地，使該校占地增至4英畝。1938年，新校舍落成，當時學生有140余人。
1942年二戰爆發，馬來亞在日本統治期間，該校被迫停辦，學校設備也遭到破壞。

### 培華中学（1956-1962年）
1946年，經華社熱心捐助，該校複辦。隨著該校的發展及社會的需求，該校于1947年開辦高小班。1949年，該校附設初中一，開始了中學教育，辦學規模逐漸擴大。校舍的不足也使該校的擴建計畫如火如荼地展開。到1956年，在校學生人數超過千名，校舍嚴重不足，該校中小學皆被逼分為上下午班的兩班制。同年中小學校政分開；次年培華小學部便遷至現在的校址，現名為培華國民型華文小學（SJK(C) Pei Hwa）。1960年，該校開辦高中班，成為麻北區最高華文學府。

### 改制为培華华中
隨著政府通過了《1961年教育法令》（The Education Act 1961），于1962年培華中學被逼改制成培華國民型华文中學（SMJK Pei Hwa），改制時期還引發學潮。
然而，母語教育不被放棄，由於培華中學原有的辦校準證依然保存，所以校董會決定繼續開辦母語教育，久便改制後不重辦華文中學，即為培華獨立中學。早期，學生多為被培華國民型华文中学拒于學門外的超齡生。由於《1961年教育法令》宣佈取消華文中學的津貼。唯有放棄華文，改變使用英文作為教學媒介語，接受改制成為「國民型英文中學」，才能獲得政府津貼。重辦的獨立中學，必須在經濟上自力更生，成了民辦的教育機構，未被納入馬來西亞主流教育體系，因此，也未獲得馬來西亞政府制度化經費資助，除了學生要自行付學費以外，全校上下也需時常對外募捐，以維持學校日常開銷。

### 复办培华独立中学
改制初期的培華獨中面對了創校以來最大的危機與低潮，包括面對經濟及學生來源的嚴峻挑戰，此外培華獨中無額外校地，只能與培華华中在同校區上課。1971年，利豐港紫光閣（Che Kuan Khor Moral Uplifting Society, Sungai Mati）與當時培華校友會主席吳乃光各捐一塊地，促成培華獨中建校計畫；1975年，培華獨中正式遷校至目前校址，位於培華國民型华文中學對面，當時學生只有46人。
隨著培華獨中的發展，人數劇增，校舍的不足促使擴建計畫的開展，校內1987年學生人數更達到700余名。為了配合社會資訊科技的急速發展，該校在1982年增設了電腦班，1989年創辦「高工傢俱木工科」，為全馬第一所開辦木工班之獨中。傢俱木工科學生於1996至1999年間曾參與馬來西亞全國青年技能競賽木工組比賽並連續四年榮獲首相金手獎第一名，1999年更代表國家前往加拿大參加國際技能競賽。然而在2011年因經濟拮据高工傢俱木工科停辦。2001年，該校復辦理科班；2004年該校將上課5天制復原為6天制。

### 现今发展
2008年，培华独中與吉隆坡循人中學（Tsun Jin High School）結為姐妹校，同年在第十五屆《陳嘉庚杯》中榮獲了初中語文進步最多獎；2012年，該校與臺灣中州科技大學（Chung Chou University of Science and Technology, Taiwan）在臺灣簽訂締結姐妹校協定。
隨著華文教育地位的提升，該校的新生人數近年來都在持續增加。
2014年，培华独中欢庆建校85周年，首次举办名为“摄影培华”的全国摄影比赛，意在借助镜头捕捉校内景致并成为档案。

## 歷屆董事長、校長[8]

### 歷屆董事長
| 董事长姓名  | 任职期间   |
| ----------- | ---------- |
| 蔡敬三 局绅 | 1962至1982 |
| 拿督 赖君棣 | 1983至1986 |
| 陈之刚      | 1986至1990 |
| 黄盛光      | 1990至2004 |
| 黄礼尚      | 2005至2010 |
| 陈苏潮      | 2010至--   |

### 歷屆校長
| 校长姓名   | 就职年份         |
| ---------- | ---------------- |
| 何益谦先生 | -- 未详 --       |
| 胡一声先生 | -- 未详 --       |
| 郭福安先生 | -- 未详 --`      |
| 谢献之先生 | -- 未详 --       |
| 黄金城先生 | -- 未详 --       |
| 陈岳霖先生 | 1962至1963       |
| 陈继平先生 | 1964至1966       |
| 莫泽英先生 | 1967至1969       |
| 谢又斋先生 | 1970至1974       |
| 洪志顺先生 | 1975至1985.08    |
| 郑东锦先生 | 1985.09至1993.11 |
| 林佳作先生 | 1993.12至1995.11 |
| 黄松奎先生 | 1995.12至1999.11 |
| 黄祥胜先生 | 1999.12至2003.11 |
| 黄金贵先生 | 2004.04至2008.03 |
| 陈淑菁女士 | 2008.04至2012.05 |
| 郭天平先生 | 2012.06至2019.12 |
| 曾玉琳女士 | 2020.01至2023.12 |
| 洪志文先生 | 2024.01至        |

## 傳統與文化

### 校訓
禮 合度也。
社會組織裡的行規范。互相的對待形式。對人表示敬意。謙虛恭敬的表現。
義 合宜也。善也。情義也。恩義也。
合乎社會組織或團體生活中所規範的行。合乎正義或公益的行。人與人之間的情誼。
廉 不苟取也。簡約也。清白高潔也。不貪也。
不是自己的東西不去索求。不作順手牽羊之事。正直的操守。
恥 羞辱也。愧怍也。羞愧也。
做出不合團體生活的法度的行為，是很羞辱的事。

### 校歌兼誓詞
培华独中的校歌保留了传统华校的特质，对仗工整。校歌内强调了学生敬業樂群的价值观，并提醒学生学以致用，充实生活，自强不息的生活态度。
培华的学生宣言则强调了学校对学生的期望，即成为尊师重道、安分守法、力求上进、遵行校训“禮義廉恥”，并以培华为荣的学生。

### 學校活動
1. 校園行腳：此活動主要是面向小學五、六年級學生的招生宣傳活動。例：2008年8月19日時參與人數近一千人。
2. 新生入學考試：此活動為該校選拔優秀生管道之一，此外也作為小六生參與國家小六檢定考試的前準備。凡入學考試及國家小六檢定考試成績優秀者皆能按條規下獲得獎學金。
3. 新生生活營：此活動面向所有新生展開，是新生對該校環境與文化進行瞭解的途徑。
4. 新春團拜：作為華校堅持華人習俗，對傳承和發揚中華文化產生了積極的作用。
5. 全校運動會：此專案于2007年開始開展。
6. 義賣會：是學生直接參與該校籌募教育基金的管道，學生自主通過食物及遊戲義賣方式進行。例：2010年8月2日，由星洲日報主辦，該校協辦的「星洲日報情義80週年」嘉年華共8000人參與其中，為該校籌獲35萬籃球館建設基金。
7. 懇親晚會/校慶：以呈現表演形式進行，是該校回饋社會的活動之一。除了該校學生的參與，其他學校也能同慶其中。例：

1. 1999年8月29日在該校禮堂舉辦慶祝70周年校慶園游會。
2. 2004年11月7日，培華三校（培華華小、培華獨中、培華华中）舉辦創校75周年校慶。
3. 2005年8月中旬，該校表演團體遠赴關丹舉行巡迴文化演出。
4. 2007年12月初，該校于東甲啟明一小及昔加末昔華小學舉辦文藝懇親晚會。
5. 2009年為該校創辦80周年紀念。
6. 2012年11月1日及2日，該校在啟賢小學及武吉甘密建國小學舉行園游會。

除了以上活動，該校也舉辦過小六賞識激勵營、家長日、教師節、文藝歌唱比賽、三語演講比賽等比賽。各學生社團于學校假期期間也將舉辦各類營會，豐富生活。

## 校园

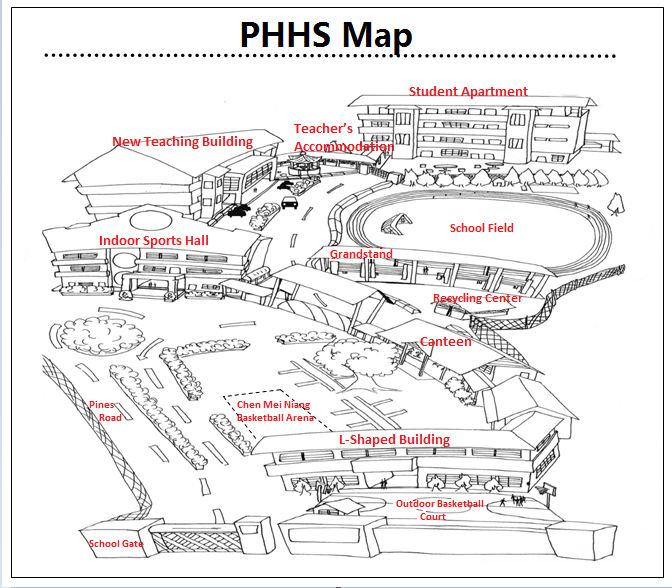
学校地图

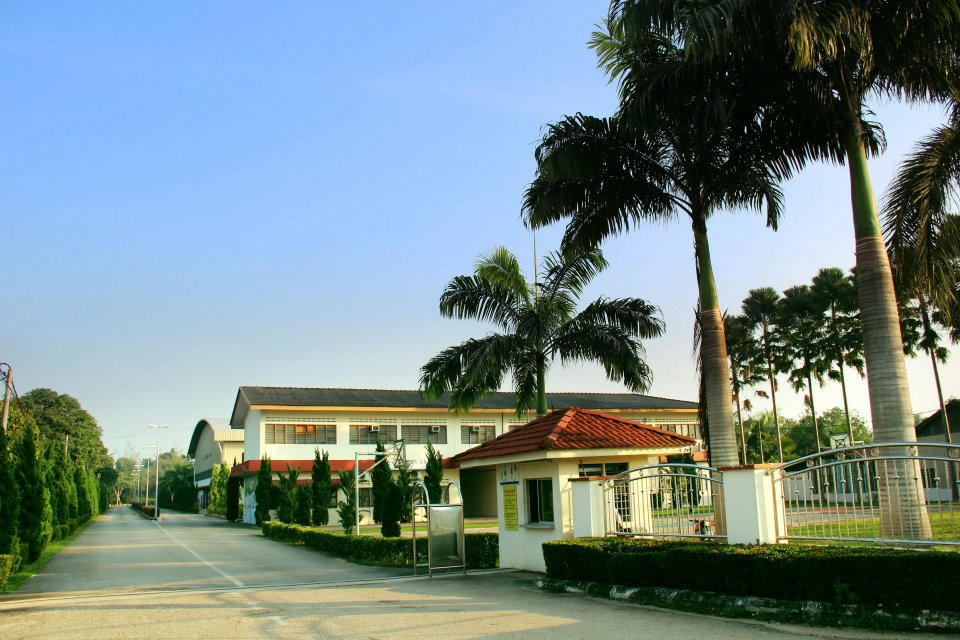
培华独中校门与松林大道

培华中学设施齐全，其中于2003年10月6日由柔佛州州務大臣阿都幹尼主持動土儀式的新教學大樓共四樓高，并在隔年8月13日正式被啟用，大楼底层的王渣模講堂為冷氣講堂，于2008年9月6日啟用。其他建筑还有1980年竣工，1981年啟用的Ｌ型雙層樓。該樓主要包括了教室7間、男女廁所各1間、辦公室、圖畫室、販賣部、綜合科學室等。1987年開始興建，1989年竣工的综合礼堂设有1座籃球場、2座羽球場、數間教室及于2008年9月6日啟用，由拿督余炳順先生捐錢擴建的蔡明福電子圖書館。師生宿舍：教師宿舍為三房式排屋共5單位，而林金思宿舍樓為四層樓學生宿舍，兩者于1997年竣工。次年6月27日舉行教師宿舍及學生宿舍樓的啟用典禮。陳美娘籃球館于2011年7月1日正式啟用，由礼让國會議員代表哈敏沙慕裡主持啟用典禮。

## 学术课程

### 家具专业课程
家具专业课程为培华独中的一项专业课程。该课程于1989年开办，宗旨为培育受高等优良教育的技术专才。 该课程得到了全马无数企业的支持，并获得社会高度评价。历届毕业生也得到所涉领域的高度认可。该校曾于1996年至1999年连获首相金手奖。
该课程因高昂费用及董事部调动最终于2002年停办。

## 聯課與運動團體

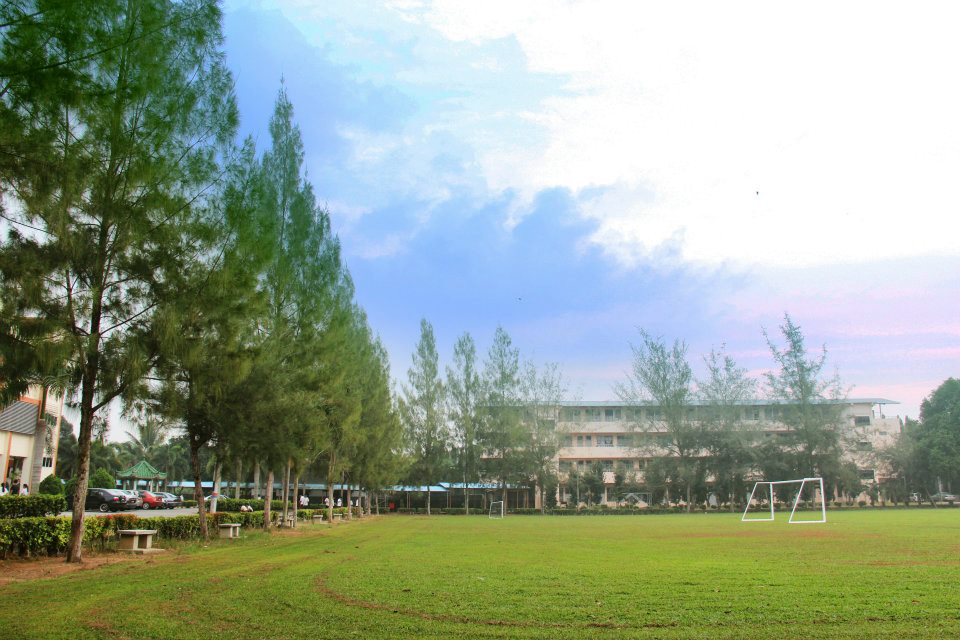
培华独中草场

培华独中共有21项聯課與運動團體。
| 表演團體                                                  | 制服團體                | 服務團體                                | 運動團體                                                          | 藝術團體                     |
| --------------------------------------------------------- | ----------------------- | --------------------------------------- | ----------------------------------------------------------------- | ---------------------------- |
| - 管樂團 - 華樂團 - 合唱團 - 舞蹈社 - 扯铃社 - 廿四节令鼓 | - 童軍團 - 聖約翰救傷隊 | - 學長團 - 圖書館學會 - 曦雨社 - 音響組 | - 籃球校队 - 排球校队 - 乒乓校队 - 羽球校队 - 足球校队 - 田徑校队 | - 艺学会 - 烹饪学会 - 影创社 |

## 交流與合作

### 姐妹校
1. 臺灣朝陽科技大學（2007年11月15日）
2. 馬來西亞循人中學（2008年7月28日）
3. 臺灣台南科技大學（2008年）
4. 臺灣大仁科技大學（2008年）
5. 臺灣中州科技大學（2012年12月3日）

### 其它
1. 馬來西亞南方大學學院（2013年12月27日） 合作專案：“星光联盟”协议
2. 臺灣弘光科技大學（2014年7月8日） 合作專案：美術與設計科
3. 臺灣大葉大學（2014年7月12日） 合作專案：傢俱科

## 校友會
校友會成員為該校畢業生，或更廣泛地說，是曾經就讀該校者（校友）。目前，與該校有關聯的校友會包括：
- 培華獨中校友會（馬來文: Persatuan Bekas Pelajar Sekolah Tinggi Pei Hwa Sg. Mati）
- 培華（利豐港）柔南校友會（馬來文: Persatuan Murid-Murid Tua Sekolah Pei Hwa (Sg. Mati) Johor Selatan）
- 利豐港培華校友會（馬來文: Persatuan Murid-Murid Tua Sekolah Pei Hwa Sg. Mati）

參與這些組織的成員皆是自願性的，校友會是非營利組織。目前這些組織的工作範圍可概括為以下幾個要點：
- 維持學校影響力，使校友瞭解學校的發展及與校方續訂新的友誼；
- 提供校友與各自社區其他校友的聯繫網路，提供職業發展諮詢及畢業生的就業諮詢活動；
- 舉辦社交活動，建立會員之間及會員與母校的聯繫網路；
- 協助學校的招生、招聘工作、學生升學諮詢活動和學校宣傳活動；
- 為校友與學校之間提供一個交流的平臺，鼓勵會員參與教育發展基金；
- 收集和整理學校歷史資料、 發佈電子報或學校刊物；
- 提供獎學金或貸學金給予來自低收入家庭的學生。